# 大炮台

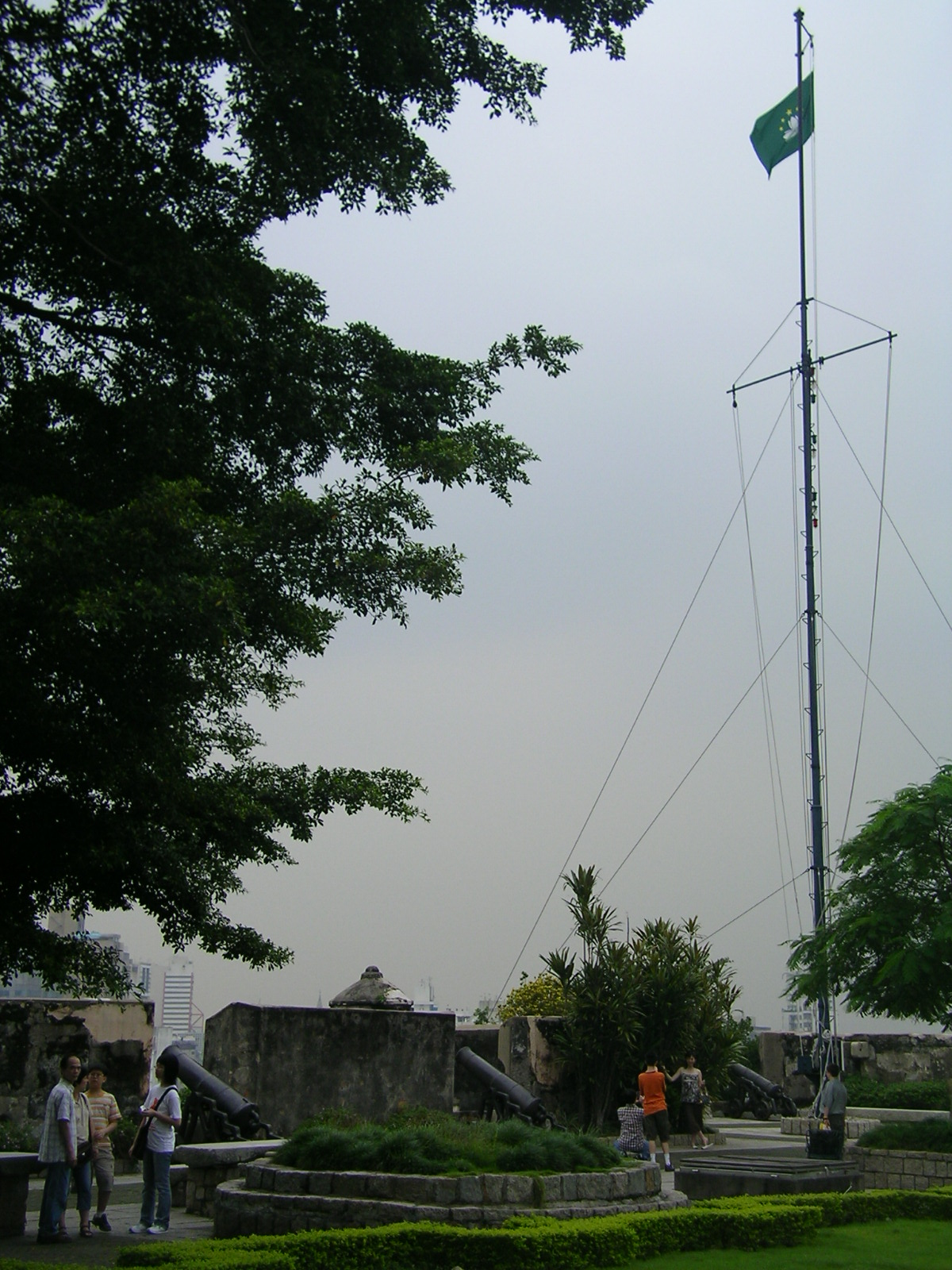
大炮台花園

大炮台（葡萄牙語：Fortaleza do Monte）（又名聖保祿炮台、中央炮台或大三巴炮台），是位於澳門的古老炮台，為中國現存最古老的西式炮台建築群之一部分。昔日曾是澳門軍事防禦設施的重心，現為澳門歷史城區一部份。
大炮台位居澳門半島中央柿山之上，原為軍事用途。現大炮台的中央為1998年建成的澳門博物館，而大炮台城堡的頂層則為大炮台花園。大三巴牌坊和大炮台兩個景區兼具中葡文化特色，故成為澳門獨特的澳門八景之一部分。
澳門大炮台建於1617年（明神宗年間），原為耶穌會聖保祿學院教堂（即大三巴牌坊的前身）的祭天台，保護耶穌會在澳門的產業，後為澳葡政府所有。大炮台的建築歷時10年，1626年完成。大炮台與媽閣炮台和東望洋炮台組成一道堅固的外圍軍事防線，以防範海盜之用。從1623年至1740年間，曾為城防司令和澳門總督官邸。大炮台的大門朝南，早期入口為火藥儲存庫；上層的中央是一座三層高的塔樓（現已不存），每一層都裝備火炮；旁邊另有四排房子，為澳督及官兵的營房，宿舍兩側有台階與下層入口處相連。炮台內備有水池及軍需庫，軍需庫儲備充足，足以應付長達兩年的包圍。這座炮台是當時澳門防禦系統的核心，並與其他炮台一起，構成一個覆蓋東西海岸的寬大炮火防衛網。而從1623年至1740年間，這裏更一直是城防司令和澳門總督的住所。
大炮台的軍事禁區在1966年解禁，向公眾開放為旅遊景區。解禁後曾改建為澳門氣象局，後澳門氣象局於1996年遷至氹仔總部。大炮台曾分別於1992年、1993年及1996年進行修葺工程。1998年，大炮台的中央建成澳門博物館。
自2023年起，大炮台是唯一懸掛的熱帶氣旋警告信號九號和十號風球的地方。

## 建築特色
大炮台為昔日軍事防線之核心，建基石為3.7米厚的花崗石。大炮台城牆由石摻雜貝殼粉而成，闊90米、高9.15米，向上修窄至2.7米厚。大炮台佔地約1萬平方公尺，形狀呈不規則四邊，邊長約為100米。大炮台城堡位於澳門半島最高的山上，頂層的中央曾有一座3層高的塔樓，現已不存在。現頂層為花園，可俯瞰澳門360度的景致。

## 歷史文物
- 大炮台城堡
- 澳門博物館：館藏
- 澳門古鐘：原置於聖羅撒敎堂的3尺古老銅鐘，鑄造於清康熙13年(1674年)

## 大炮台及周邊空間活化計劃

### 正式公佈
2023年9月21日，澳門特區政府跨部門公佈《大炮台及周邊空間利用計劃》，並聯同新濠博亞（澳門）股份有限公司推進計劃。目的是善用澳門歷史文化資源，透過整治及優化大炮台周邊空間及大炮台花園平台，讓市民和旅客提供多元文化、藝術及休閒活動體驗，打造特色文化景區。首階段由澳門文化局聯同新濠博亞（澳門）股份有限公司在中秋節期間（9月29日起）於大炮台花園安排表演、餐飲攤位等活動，中秋節9月29日當晚，文化局亦將於大三巴牌坊前地舉辦2場《月滿三巴夜》中秋音樂會，透過節慶元素串聯鄰近區域，分享美好祝願。

### 首次實行
2023年9月29日至10月1日，計劃首階段項目“月光下的大炮台──中秋特別開放計劃”正式啟動，並於9月28日晚上約7時在在大炮台花園舉行亮燈儀式。現場在中秋當晚舉行主題手作坊、猜燈謎以及攤位遊戲，亦設有節慶燈飾裝置及特色餐飲小食，另外在每日傍晚5時45分至晚上9時25分設有流行演唱、薩克斯風管獨奏、爵士樂合奏等音樂表演；晚上7時至9時半於澳門博物館近大炮台其中一側的外牆舉行燈光秀，每30分鐘一場，透過精心設計的燈光效果與古典音樂，以及由本地音樂人共同創作的澳門特別行政區成立二十周年紀念歌曲“蓮成一家”相結合，在大炮台夜空中帶來視覺和聽覺的雙重享受。此外在9月29日晚上8時及9時舉辦2場《月滿三巴夜》中秋音樂會，由澳門中樂團為觀眾獻上一系列以月亮為主題的傳統曲目。活動期間，大炮台、澳門博物館更延長開放時間至晚上11時。
2023年10月1日，澳門文化局表示由於活動連日反應熱烈，吸引眾多遊人前來大炮台賞月和慶祝佳節，每日平均5,000人進場欣賞，因此決定將活動延期至同年10月6日，而政府表示大炮台及周邊空間是活化計劃首階段優化的文化景區之一。
2023年10月5日，受颱風小犬影響，氣象局預測澳門在周未起天氣漸轉不穩及有強風，澳門文化局宣佈已安排燈飾及燈光秀裝置等拆卸工作，開放計劃提前於10月4日結束，花園按原定時間於晚上7時關閉。

## 景色

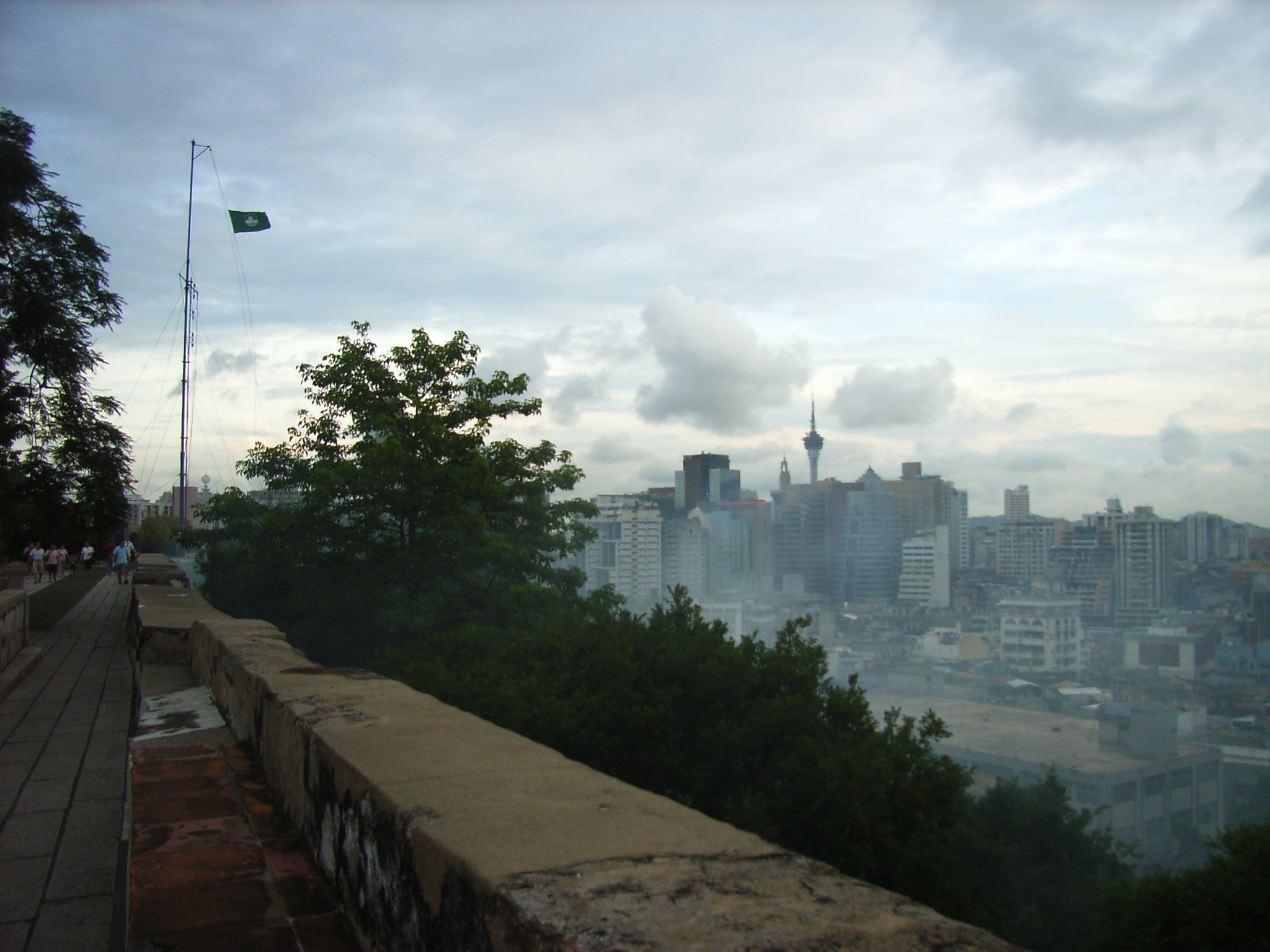
澳門大炮台及附近民居在雷雨前之氣勢
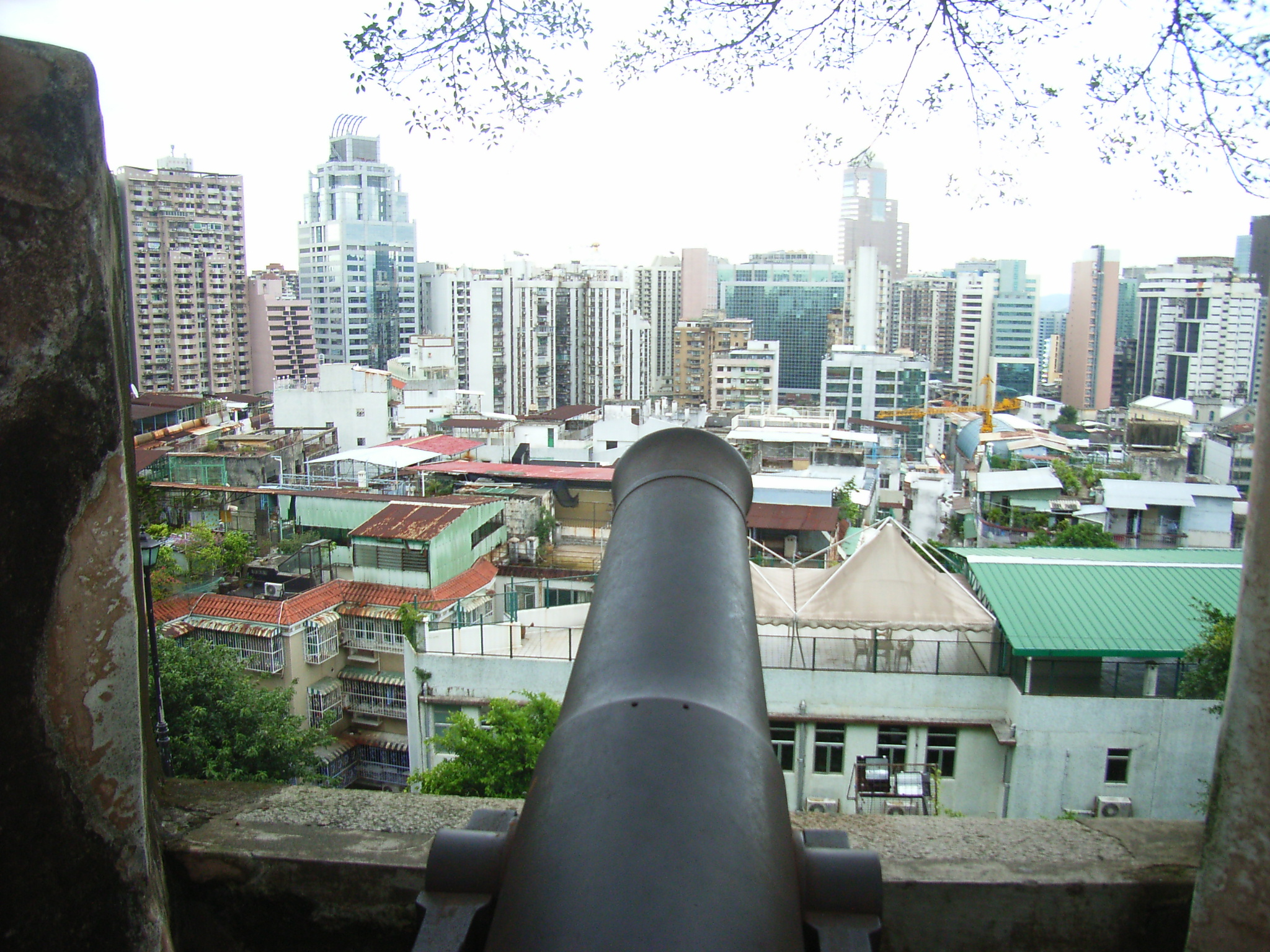
澳門大炮台下的民居
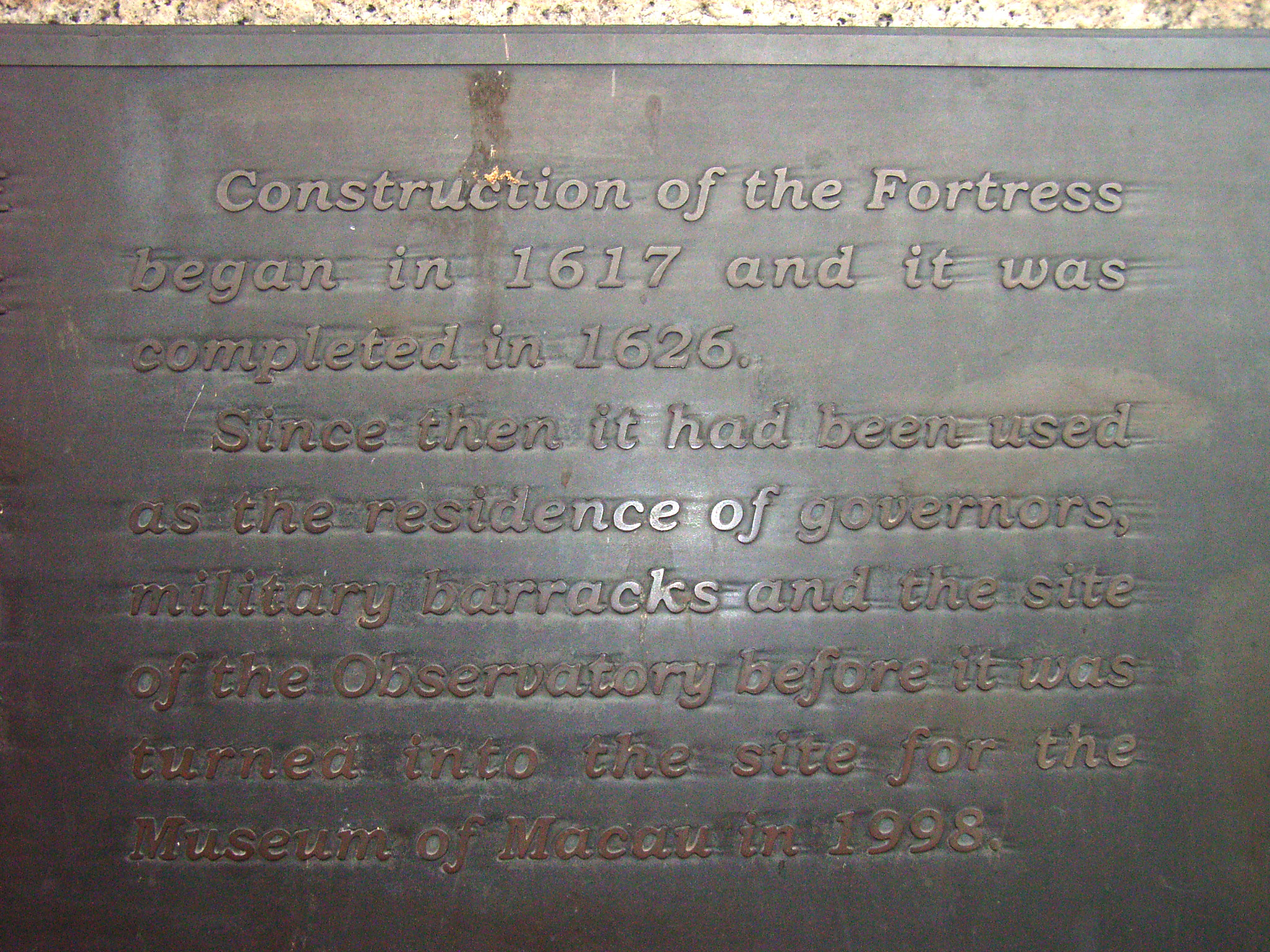
澳門大炮台歷史記
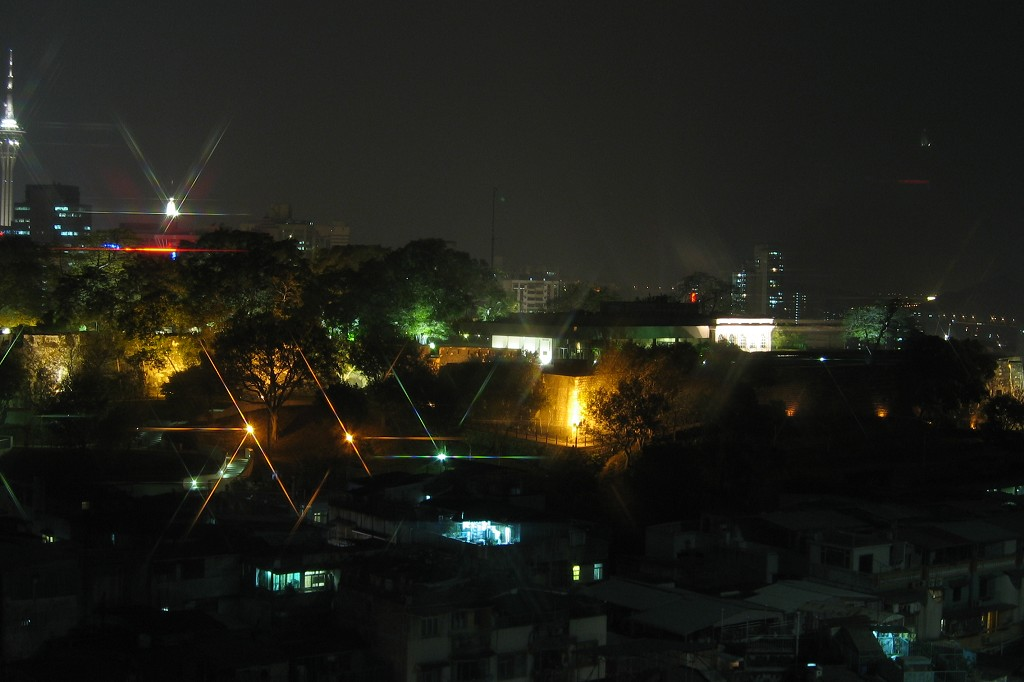
夜間的大炮台
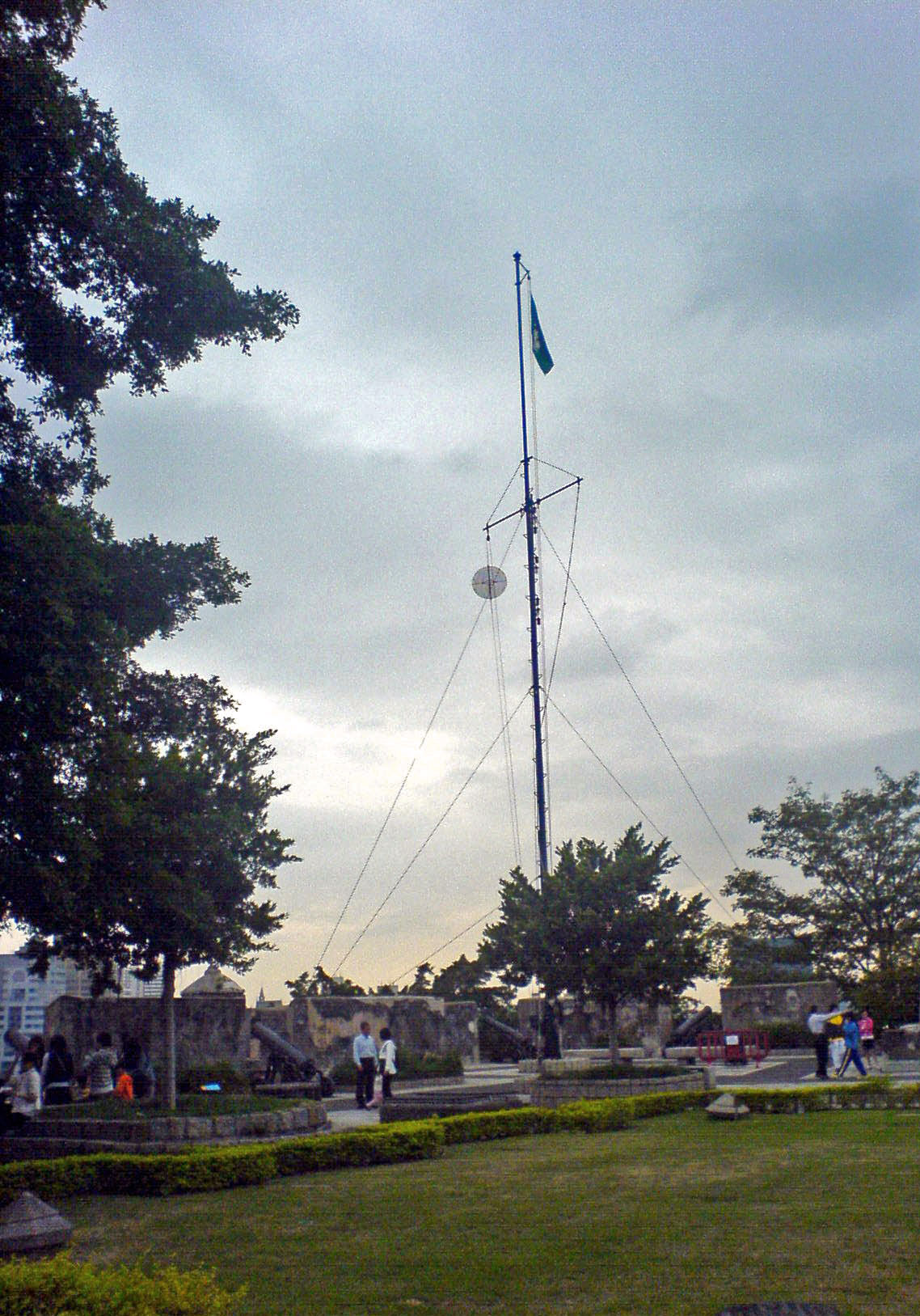
黑球懸掛在大炮台
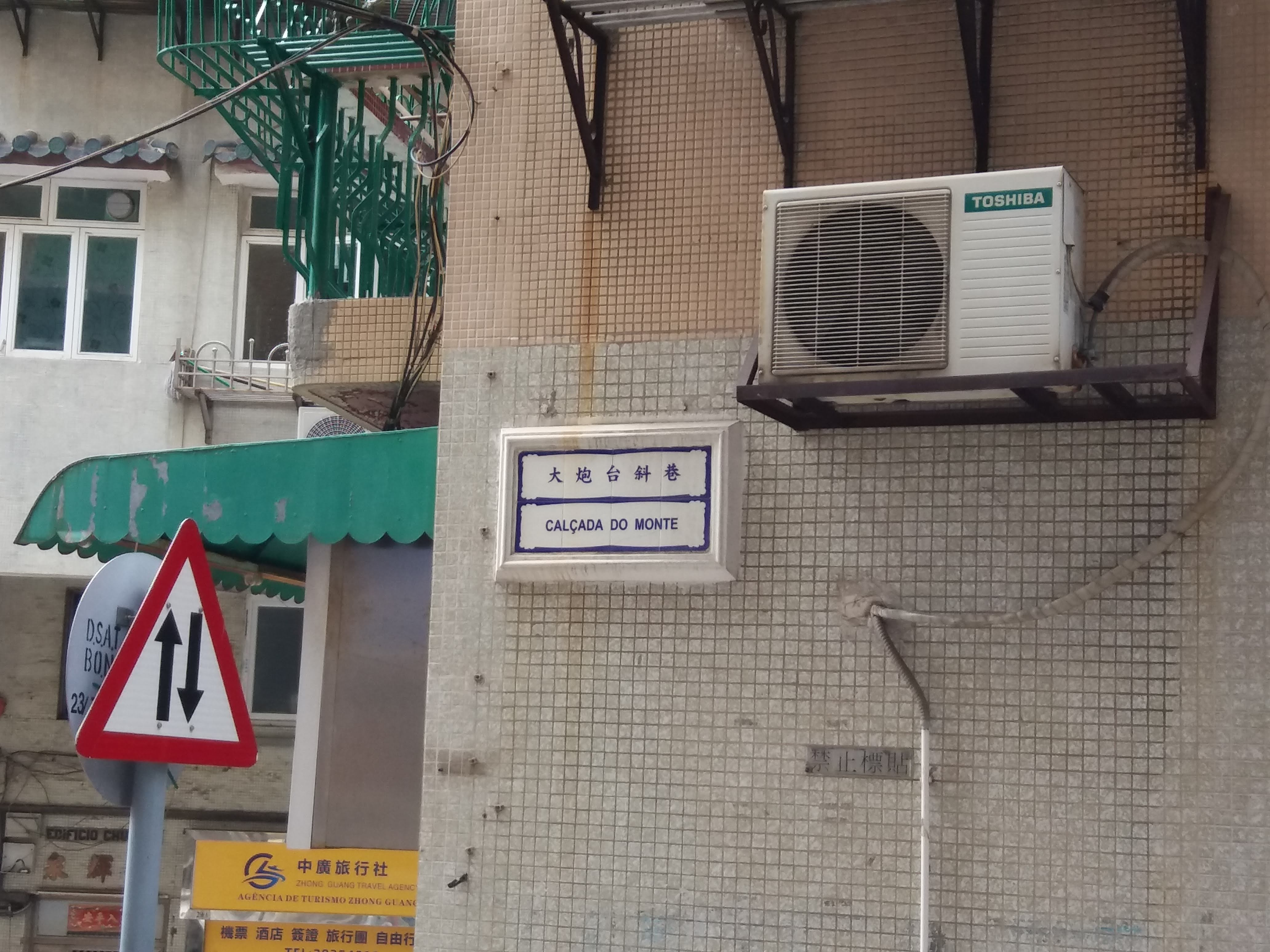
大炮台旁邊的大炮台斜巷

## 外部連結
- 澳門特別行政區旅遊局

| 澳門歷史城區 |
| 建築 |
| 媽閣廟 \| 港務局大樓 \| 鄭家大屋 \| 聖老楞佐教堂 \| 聖若瑟修院大樓及聖堂 \| 崗頂劇院 \| 何東圖書館大樓 \| 聖奧斯定教堂 \| 市政署大樓 \| 三街會館（關帝廟） \| 仁慈堂大樓（仁慈堂博物館） \| 大堂（主教座堂） \| 大堂巷七號住宅（盧家大屋） \| 玫瑰聖母堂 \| 大三巴牌坊 \| 哪吒廟 \| 舊城牆遺址 \| 大炮台 \| 聖安多尼教堂（花王堂） \| 東方基金會會址 \| 基督教墳場（包括馬禮遜小教堂） \| 東望洋炮台（包括聖母雪地殿教堂及燈塔）（保育危機） |
| 前地 |
| 媽閣廟前地 \| 亞婆井前地 \| 崗頂前地 \| 議事亭前地 \| 板樟堂前地 \| 大堂前地 \| 耶穌會紀念廣場 \| 賈梅士前地 |
| 区内其他地点及街道 |
| 海事博物館 \| 妈阁斜巷 \| 妈阁街 \| 高楼街 \| 政府總部事務局 \| 聖若瑟教區中學第二、三校 \| 龙嵩正街 \| 亞美打利庇盧大馬路 \| 聖若瑟教區中學第四校 \| 澳門郵政局大樓 \| 聖物寶庫 \| 大三巴街 \| 天主教藝術博物館與墓室 \| 澳門博物館 \| 大炮台山 \| 花王堂街 \| 白鸽巢总站 \| 东望洋山 |

22°11′49.6″N 113°32′32.72″E / 22.197111°N 113.5424222°E